# Rhamnus crocea
Rhamnus crocea là một loài thực vật có hoa trong họ Táo. Loài này được Nutt. miêu tả khoa học đầu tiên năm 1838.

## Hình ảnh

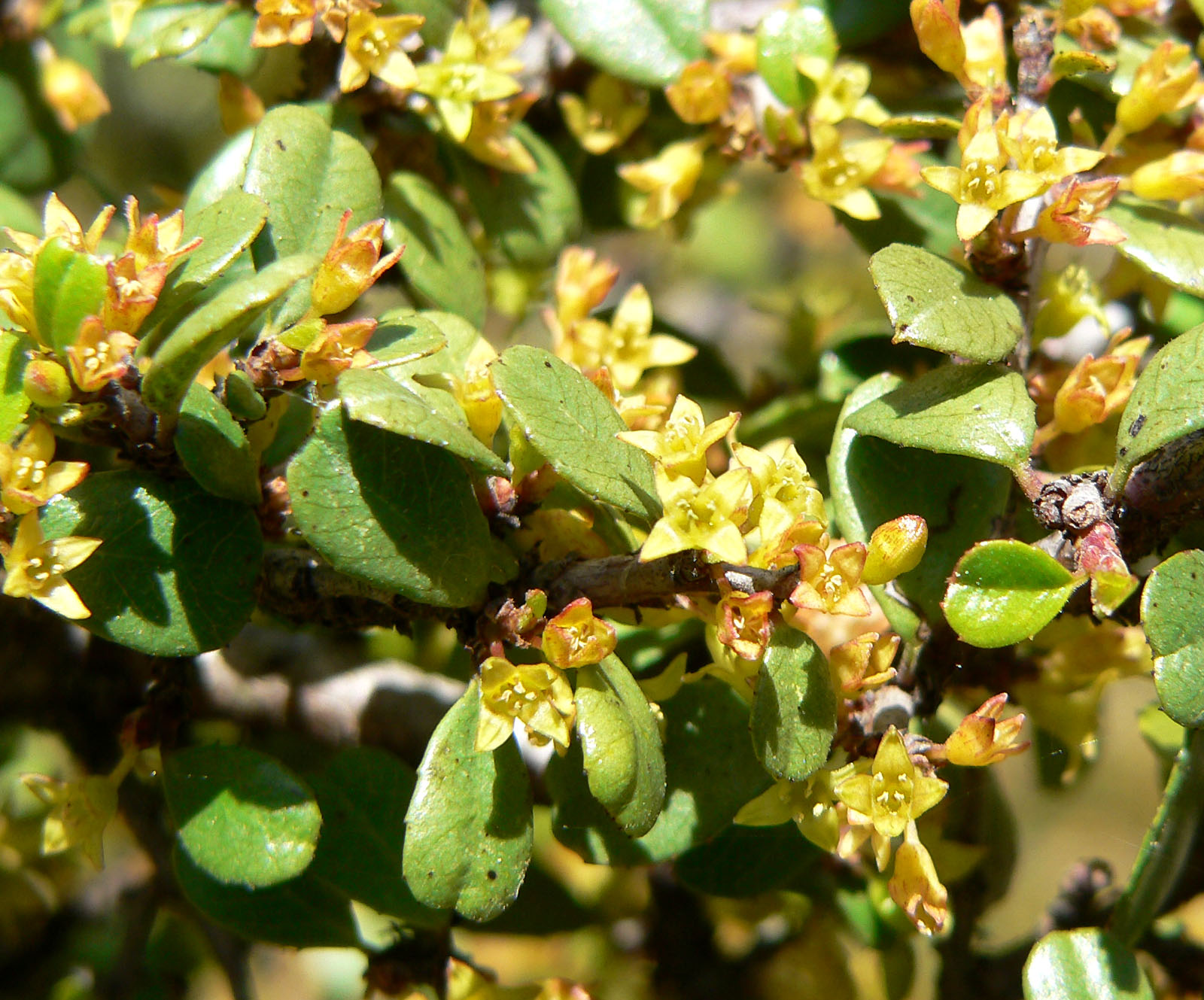
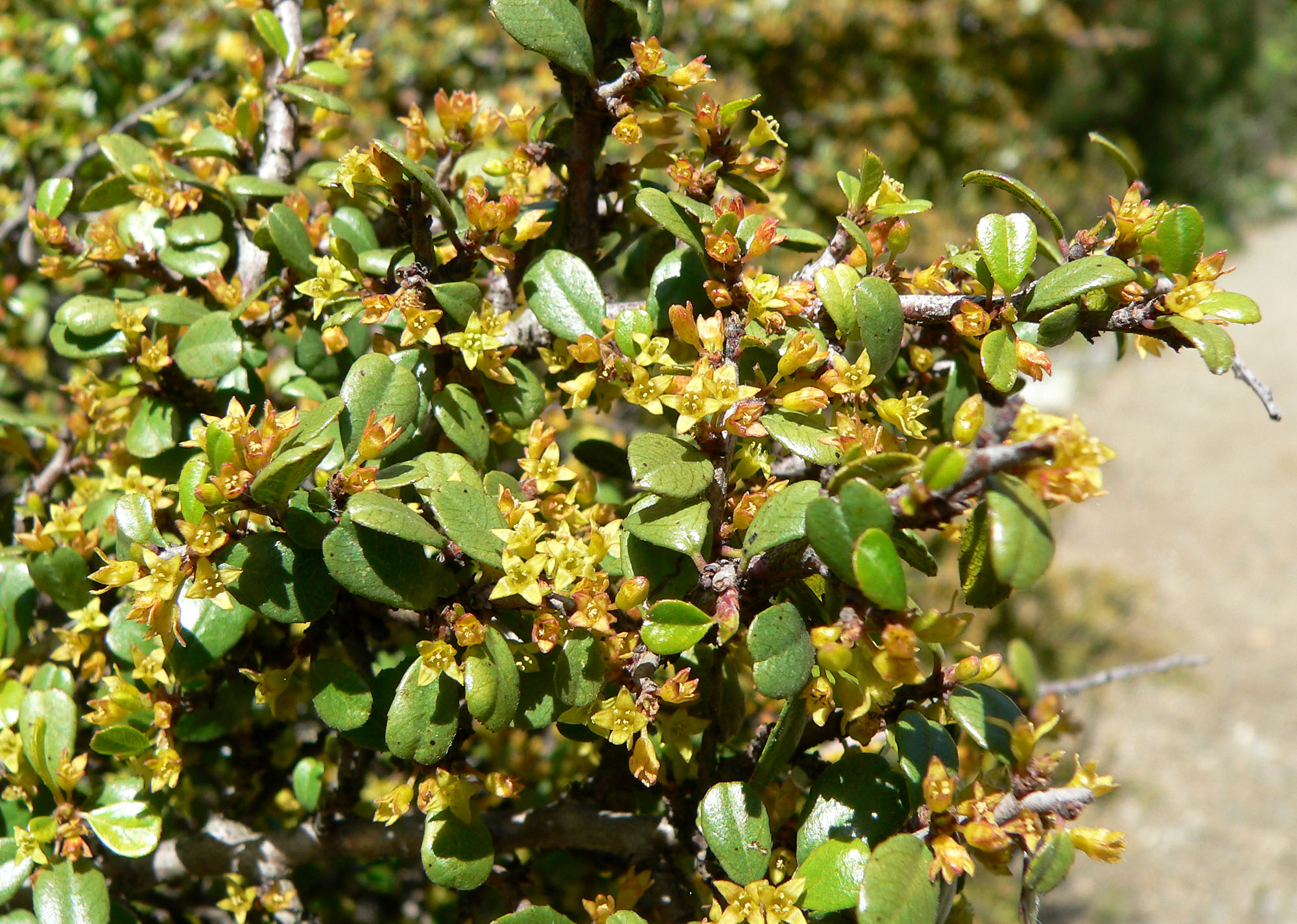
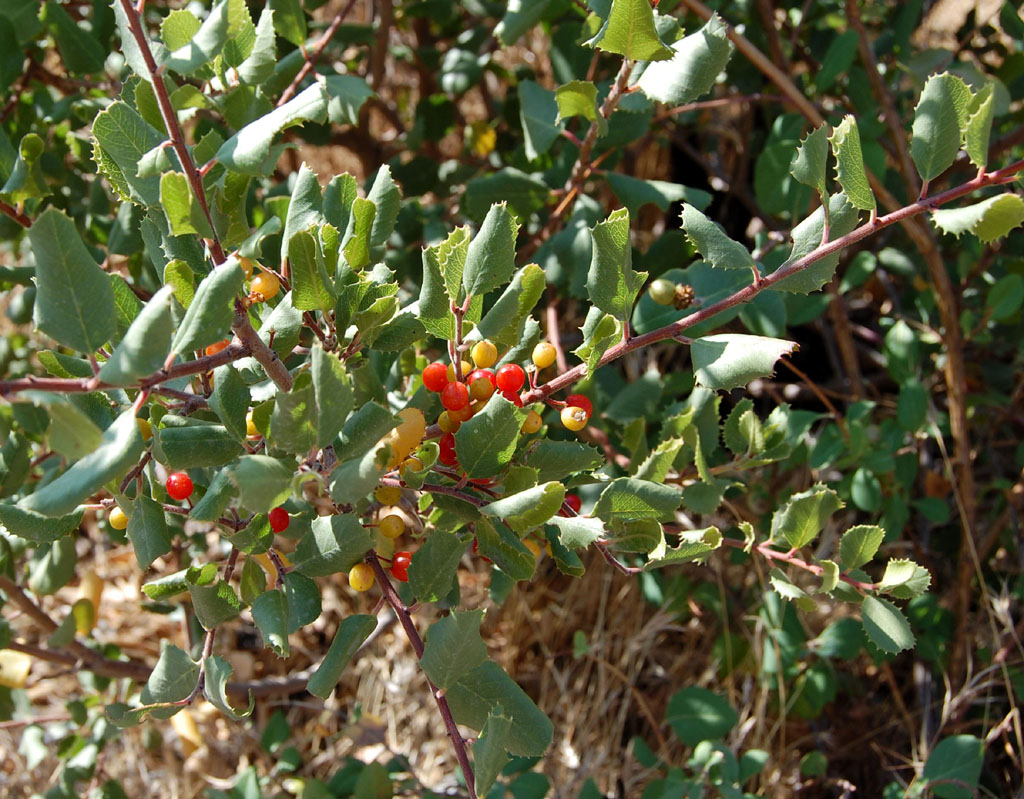
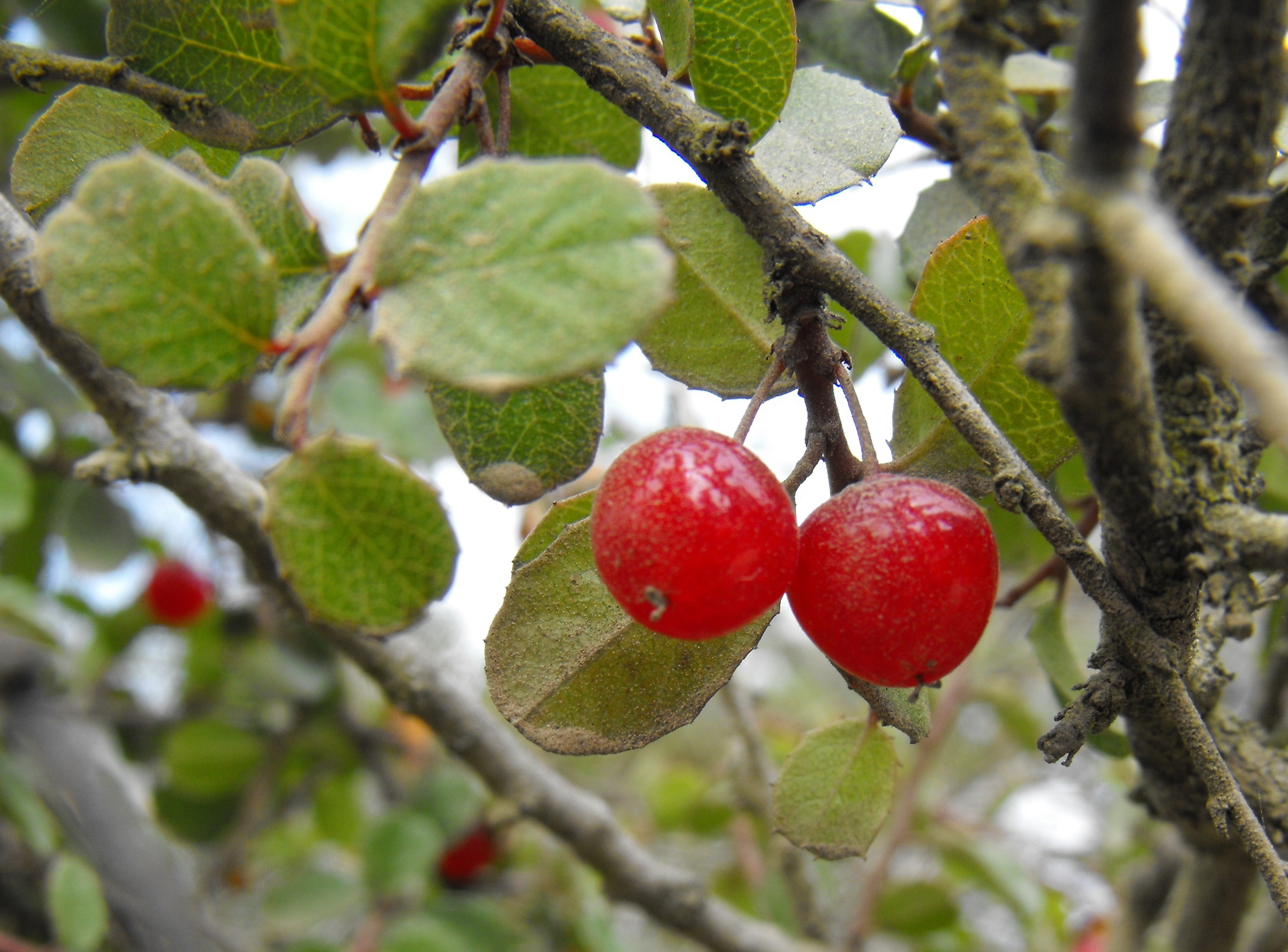